# Bilogora
Bilogora este o arie protejată (sit de importanță comunitară — SCI) din Croația întinsă pe o suprafață de 7.495,71 ha, integral pe uscat.

## Localizare
Centrul sitului Bilogora este situat la coordonatele 45°48′41″N 17°15′55″E / 45.811323°N 17.265306°E.

## Înființare
Situl Bilogora a fost declarat sit de importanță comunitară în iulie 2013 pentru a proteja 2 specii de animale.

## Biodiversitate
Situată în ecoregiunea continentală, aria protejată conține 3 habitate naturale: Păduri de fag Asperulo-Fagetum, Păduri aluvionare cu Alnus glutinosa și Fraxinus excelsior (Alno-Padion, Alnion incanae, Salicion albae), Păduri ilirice de stejar și carpen (Erythronio-Carpinion).
La baza desemnării sitului se află mai multe specii protejate:
- amfibieni (1): izvoraș-cu-burta-galbenă (Bombina variegata)
- nevertebrate (1): Euplagia quadripunctaria